# Irmin
Irmin a háború germán istene, Mannus fia, Irmin – Irmino változatokban eredetileg a zivatar démona.
Tacitus szerint a germánok egyik törzsének, a herminonáknak az őse. A név eredetéhez sok vita fűződik. Némelyek szerint az irmin (jelentése: nagy, fenséges) szóból lett képezve, és maga e szó a főistennek (óskakndináv Týr, ófelnémet Zio) volt a mellékneve (mint ahogy Widukind Hirmint mondja a szászok hadistenének), a Herminones (azaz herminonák) tehát a "fenséges isten" fiainak tekintették magukat. 
A név jelentése talán előtörő, s így a villámra célozhatott. Irminnek volt szentelve a régi íróknál említett Irminsul nevű szent fa vagy oszlop.